# タッチト・バイ・ザ・ハンド・オブ・ゴッド
「タッチト・バイ・ザ・ハンド・オブ・ゴッド」（Touched By The Hand Of God）は、ニュー・オーダーが1987年に発表したヒット曲である。

## 概要
シングル「コンフュージョン」「シーヴス・ライク・アス」以来のアーサー・ベイカーとのコラボレート作品である。
この曲は映画『サルベーション!』でも使用され、そのサウンドトラック盤には7インチ・ヴァージョンと12インチ・ヴァージョンが共に収録されている。但しヴァージョンはシングルのものと若干違っている。
ファクトリー・レコードのカタログ番号はFAC 193。全英シングルチャートで最高位20位を記録。
プロモーション・ビデオではメンバー全員がLAメタルの扮装で登場する。監督は後に『K-19』の監督を務めたキャスリン・ビグロー。

## 収録曲
日本では当時ファクトリー・レコードの販売を行っていた日本コロムビアより1988年1月21日に7cmと12cm、2種類のCDシングルがリリースされた。収録曲は以下のとおりで、カップリング曲の「タッチト・バイ・ザ・ハンド・オブ・ダブ」は「タッチト・バイ・ザ・ハンド・オブ・ゴッド」のダブ・ヴァージョンである。
7cmCDシングル
1. タッチト・バイ・ザ・ハンド・オブ・ゴッド Touched By The Hand Of God - 3:47
2. タッチト・バイ・ザ・ハンド・オブ・ダブ Touched By The Hand Of Dub - 5:30

12cmCDシングル
1. タッチト・バイ・ザ・ハンド・オブ・ゴッド Touched By The Hand Of God - 7:02
2. タッチト・バイ・ザ・ハンド・オブ・ダブ Touched By The Hand Of Dub - 5:30

## チャート
| チャート（1987年）               | 最高順位 |
| -------------------------------- | -------- |
| イギリス（全英シングルチャート） | 20       |

## 備考
- ハウス・リミキサーのトッド・テリー率いるザ・トッド・テリー・プロジェクトの「ウィークエンド」という楽曲に、この曲のタイトルを真似た「Retouched By The Hand Of Todd」というヴァージョンが存在する。